# Judaisme rabínic
El judaisme rabínic (en hebreu: יהדות רבנית) (transliterat: Yahadut Rabanit) ha estat la forma principal del judaisme des del segle vi, com a resultat de la codificació del Talmud de Babilònia. Al principi, va sorgir a partir dels fariseus i les seves creences. Posteriorment, els principis i creences es van basar en que al Mont Sinaí, Moisés va rebre de Déu la Torà escrita (Pentateuc), addicional a una explicació oral, coneguda com la Torà oral (Mixnà), que Moisés va transmetre al seu poble. El judaisme rabínic es caracteritza i contrasta amb el samaritanisme, el judaisme caraïta i els saduceus, car aquestes religions no reconeixen la Torà oral (Mixnà) com a autoritat divina, ni els procediments per interpretar les escriptures jueves. Malgrat que actualment, existeixen profundes diferències entre les diferents denominacions jueves del judaisme rabínic pel que fa a l'autoritat de la halacà i la voluntat de desafiar antigues interpretacions, tots s'identifiquen com a descendents de la mateixa tradició oral i mètodes d'anàlisi rabínic.

## Torà Escrita i Torà Oral
El judaisme rabínic es diferencia per la creença en el profeta Moisès (Moixè Rabeinu) i que el Déu Elohim li ha revelat la Torà en dues parts, com una part escrita i una part oral, també coneguda com a Mixnà. Totes les lleis descrites a la Torà escrita són considerades com a part de la narrativa descriptiva de Déu, impartint aquestes lleis a Moisès i manant transmetre-les a la resta de la nació.
El Talmud conté discussions i opinions sobre moltes lleis orals, que es creu que van ser originalment transmeses a Moisès. Alguns consideren que Èxode 18 i Nombres 11 mostren que Moisès va triar jutges i majors per governar amb ell i resoldre disputes, impartint-los detalls i una guia sobre com interpretar les lleis de Déu, entre altres deures.
El Talmud està format per la Mixnà i la Guemarà, i és també anomenat "la Torà oral", car aquest inclou moltes lleis que van ser establertes per prevenir l'incompliment de les lleis de la Torà escrita (el Pentateuc). Alguns autors es refereixen al Talmud com "una tanca al voltant de la Torà". Per exemple, la Torà escrita prohibeix certs tipus de viatges durant el Sàbat; per tant, la Torà oral prohibeix caminar grans distàncies durant el Sàbat, per tal d'assegurar que la persona no incompleixi involuntàriament els preceptes de la Torà escrita. Similarment, la Torà escrita prohibeix llaurar durant el Sàbat; la Torà oral prohibeix carregar amb pals durant el Sàbat, per tal d'assegurar que la persona no arrossegi el pal per terra, i perquè aquesta persona no cometi una acció prohibida.

## Desenvolupament
Com a resultat de que els rabins van ser obligats a encarar una nova realitat, d'un judaisme sense Temple (per servir com a centre d'estudi i ensenyament) i una Judea sense autonomia, es van crear moltes disputes pertinents al discurs legal, així, l'antic sistema d'escolaritat oral ja no era sostenible. És durant aquest període que el discurs rabínic va començar a ser escrit. La teoria de que la destrucció del Temple de Jerusalem, i la subsecuent convulsió va portar a la necessitat de escriure la Torà oral en paper, va ser descrita a l'Epístola de Sherira Gaon.
La Torà oral va ser subseqüentment codificada en la Mixnà i la Guemarà, i és interpretada com a literatura rabínica, que detalla decisions rabíniques i escriptures. Aquesta literatura és predicada sobre la creença que la Torà no pot ser correctament entesa sense el recurs oral. Estableix que molts manaments i estipulacions contingudes dins de la Torà serien difícils, fins i tot impossibles, de mantenir i obeir sense les lleis orals que les defineixen. Per exemple, la prohibició de fer qualsevol treball creatiu (melakha) durant el Sàbat, no està definida dins de la Torà.
Molta de la literatura rabínica concerneix a especificar quins comportaments són sancionats per la llei; aquest cos d'interpretacions és conegut com a halacà (el camí).

## Desenvolupaments moderns
Fins a la il·lustració jueva, que es va originar cap a finals del segle xviii, i de les subsecuents divisions dels jueus asquenazim en diversos grups religiosos, o denominacions, especialment a Amèrica del Nord i al món anglosaxó, la halacà comptava amb un estatus universal d'instrucció religiosa. Aquesta es manté com la posició predominant en el judaisme ortodox i en el judaisme conservador. Els jueus reformistes, generalment, no consideren que la halacà sigui vinculant.